# Campanula reiseri
Campanula reiseri là loài thực vật có hoa trong họ Hoa chuông. Loài này được Halácsy mô tả khoa học đầu tiên năm 1896.